# Ambo (Etiopia)
Ambo (anche chiamata con il nome di Hagere Hiwot) è una stazione termale nell'Etiopia centrale.
Situata nella Zona dello Scioa occidentale nella Regione di Oromia a ovest di Addis Abeba a un'altitudine di 2.101 metri sul livello del mare.
È la città più grande e il centro amministrativo dell'omonima woreda di Ambo.
È conosciuta per la sua acqua minerale, la più famosa dell'intera Etiopia, che viene imbottigliata fuori dalla città. 
A sud della città, si trova il Monte Wenchi che possiede un lago all'interno del suo cratere vulcanico, sempre vicino alla cittadina si possono ammirare le cascate di Guder e di Huluka. La città di Ambo ospita, dal 1977, il centro di ricerca agrario dell'Ethiopian Institute of Agricultural Research che si occupa dello sviluppo di progetti di grandi piantagioni in Etiopia.
Il sabato di ogni settimana la città ospita un mercatino di bancarelle.

## Storia
Dopo che Iyasu V di Etiopia fu preso prigioniero, esso fu trasferito in questa città per un certo periodo di tempo prima di essere trasferito agli arresti domiciliari nella città di Fiche.
Attorno al 1930 il signor Mahtama Selassie Walda Mesqal, che studiò agricoltura sia in Francia che in Spagna, iniziò la costruzione di una stazione agricola, sempre in questa città.
Nel 1933, la città di Ambo, incominciò ad essere un importante centro "termale" e ricreativo, dotato di piscine e di hotel di stile Europeo e di ville in cui dimoravano l'Imperatore e alcuni personaggi di spessore.
Nel 1938 la Guida del regime fascista italiano, riferiva di alcuni migliorie che furono apportate alla cittadina di Ambo:
un ufficio postale, un servizio telefonico, una clinica per pazienti esterni, ristoranti e hotel in fase di costruzione. Vi ci furono costruiti due forti, assegnati all'Esercito Italiano e in una cava fu eretto un monumento ai caduti in guerra degli 5ª Divisione alpina "Pusteria". Per entrare nella cittadina di Ambo si doveva ancora percorrere un vecchio ponte sotto il quale ne scorreva uno naturale usato dalle carovane.
Quando gli Alleati raggiunsero Ambo, con una colonna armata dell'Esercito Sudafricano, nel 1941 dovettero evacuare 140 soldati italiani lasciati in guarnigione alla città, i quali poi furono rinchiusi dai Britannici in un "improvvisato" campo militare per prigionieri di guerra fino al 1942.
Fin dal 1955 l'energia elettrica veniva fornita alla cittadina da una stazione idro-elettrica di 170 kW; per il 1965, la capacità di energia elettrica totale in dotazione alla città di Ambo era di 210 kVA, con una produzione annuale di 132.000 kWh. Nel 1958, Ambo, fu una delle 27 città che riuscì ad ottenere l'attestato di First Class Township. In quello stesso anno gli studenti che frequentavano l'Ambo Agricultural School and Ambo Forestry School erano 150. Una lieve scossa di terremoto fu avvertita dagli abitanti della cittadina di Ambo, il 23 gennaio del 1968; il suo epicentro era vicino ad Ambo, ma non ci furono danni ne a persone ne a cose.
Nelle ultime settimane della Guerra civile etiope, soldati appartenenti al Fronte Democratico Rivoluzionario del Popolo Etiope conquistarono la città di Ambo il 25 aprile 1991 da soldati appartenenti all'esercito del Derg.
Questa azione faceva parte del loro piano per evitare un attacco diretto, alla capitale di Addis Abeba, cioè di creare una cintura protettiva attorno alla città e di isolarla dal resto dell'Etiopia.
Gli abitanti della cittadina di Ambo quando vennero a sapere che gli aborigeni Amhara diedero vita a un gruppo chiamato Galla-geday (cioè gli "Assassini Oromo") manifestarono il loro dissenso e chiesero che questo gruppo potesse essere disfatto. Ma le obiezioni degli abitanti di Ambo non vennero prese in considerazione e si dovette ricorrere alla legittima difesa. Un personaggio di spicco, appartenente alla etnia Oromo, Daraaraa Kafani, fu assassinato di fronte a casa sua; un testimone oculare riferì che fu ucciso da un uomo che indossava un'uniforme militare. Al suo funerale, tenutosi in Ambo, erano presenti migliaia di persone appartenenti alla etnia aborigena degli Oromo; il 3 settembre, la polizia arrestò più di 37 persone che dichiararono di appartenere all'Oromo Liberation Front (OLF).
Il febbraio dell'anno successivo, il settantenne Dandana Gurmu fu arrestato con l'accusa di essere un sostenitore dell'Oromo Liberation Front (OLF).
Il 4 aprile 2003 uno studente appartenente all'etnia degli Tigray-Tigrinya fu ucciso 
a colpi di arma da fuoco in uno scontro tra studenti appartenenti alle due diverse etnie di Oromo e di Tigray-Tigrinya di fronte alla scuola del Ambo Agricultural College.
Si crede che quest'uccisione fosse un atto di vendetta dovuto al pestaggio di un altro studente Oromo avvenuto a Mek'ele, nel dicembre 2002. Per la fine dell'anno, 5 persone furono imprigionate e messe in attesa di giudizio.

## Società

### Evoluzione demografica
In base alle cifre dell'Agenzia Centrale di Statistica dell'Etiopia, nel 2005, la cittadina di Ambo doveva avere una popolazione di 49.421 abitanti di cui 24.672 maschi e 24.759 femmine. Dal 1994 la popolazione di Ambo è raddoppiata (vedi anche Aumento della popolazione mondiale), visto che un censimento dello stesso anno riferisce di 27.636 abitanti di cui 13.380 maschi e 14.256 femmine.

## La scuola superiore di "Ambo High School"
La scuola superiore di Ambo Comprehensive High School è una delle migliori dell'intera Etiopia, con la sua grande libreria e moderni laboratori. La scuola ha celebrato il suo 50º anniversario (Golden Jubilee) nel 2006.
Uno dei suoi alunni più famosi è Tsegaye Gebre-Medhin e il già Primo Ministro di Etiopia Tesfaye Dinka. Il movimento studentesco della cittadina di Ambo ha giocato un ruolo fondamentale durante gli ultimi anni del regime feudatario e durante le proteste contro l'attuale amministrazione di governo.
La scuola superiore Ambo High School iscrive studenti appartenenti alle woreda circostanti fino anche alla woreda di Western Wollega. La concentrazione di giovani studenti nella cittadina di Ambo è significativa per il contributo alla coscienza politica di questa città. Gli abitanti di Ambo sono ritenuti essere "Estremisti Nazionalisti Oromo" e Pro-OLF(Oromo Liberation Front)..

## Amministrazione

### Gemellaggi
Nel 18 dicembre 2006 la Regione di Oromia firma un accordo con la Provincia di Henan, in Cina, per stabilire un programma di gemellaggio con la città di Xuchang.